# Amblymora baloghi
Amblymora baloghi là một loài bọ cánh cứng trong họ Cerambycidae.